# Stortjärnen (Malå socken, Lappland, 724237-161229)
Stortjärnen är en sjö i Malå kommun i Lappland och ingår i Umeälvens huvudavrinningsområde.